# Thomas-Claude Renart de Fuchsamberg

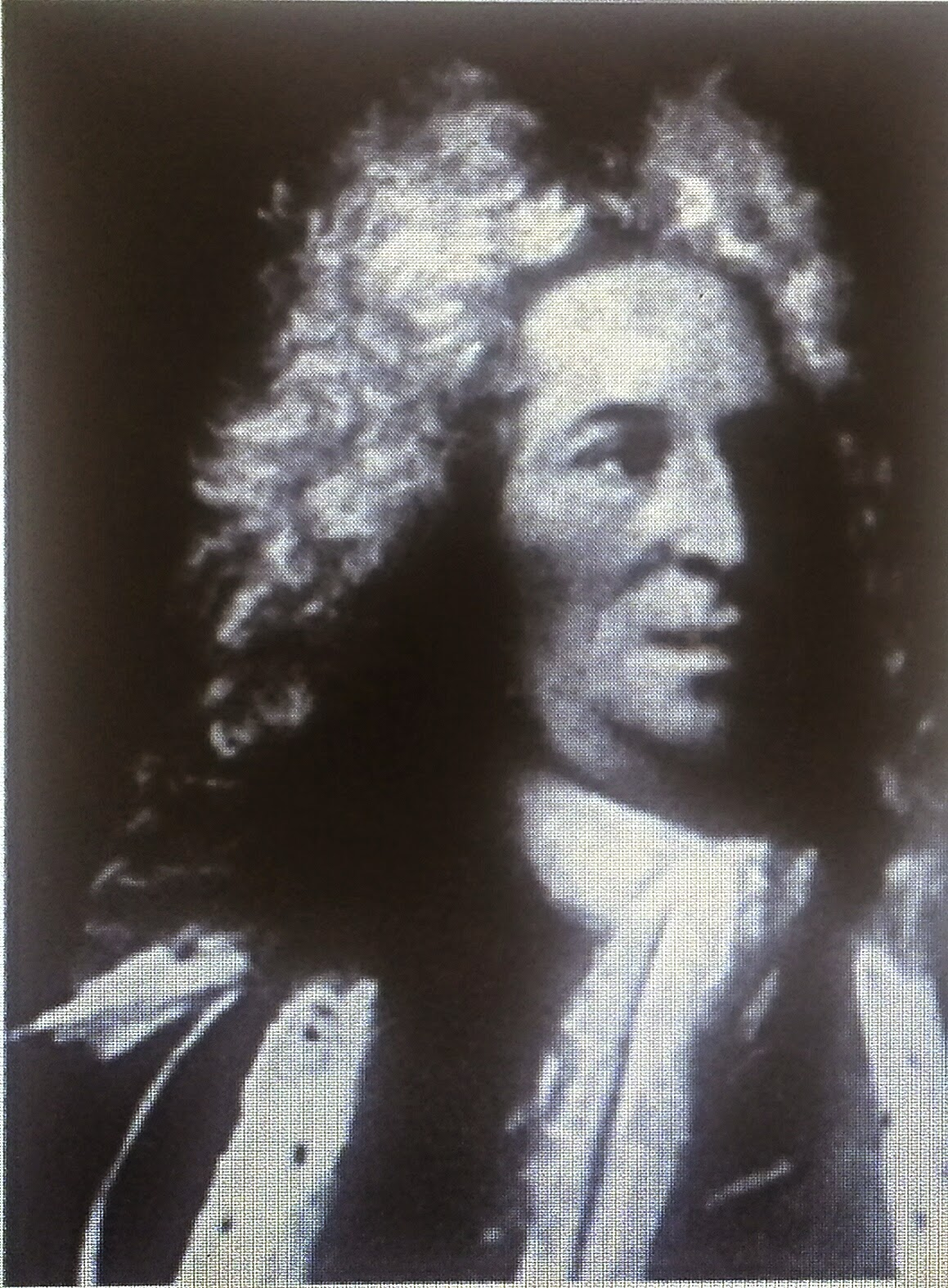
Thomas Claude Renart de Fuchsamberg – Gemäldeausschnitt, vor 1700.

Thomas-Claude Renart de Fuchsamberg, Marquis d’Amblimont, Seigneur de Saint-Fort (* 21. März 1642 in Mouzon, Frankreich; † 17. August 1700 in Fort Royal auf Martinique) war ein französischer Seeoffizier und Aristokrat des 17. Jahrhunderts. Er erreichte den Dienstgrad eines Chef d’escadre (Konteradmiral) und beendete seine Karriere als Generalgouverneur der Französischen Antillen.

## Biographie

### Herkunft

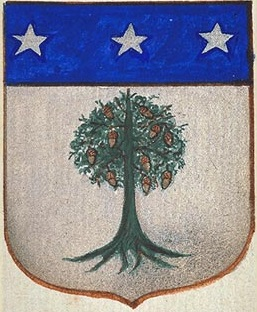
Wappen der Familie

Fuchsamberg entstammte einer ursprünglich bürgerlichen Familie aus der historischen Provinz Champagne. Angeblich stammten seine Vorfahren aus Sachsen. Die Familie stellte mehrere Marineoffiziere.

### Militärkarriere
Nachdem er im Französisch-Spanischen Krieg nacheinander seinen Vater bei der Belagerung von Mouzon im September 1653 und seinen älteren Bruder bei der Belagerung von Valenciennes 1656 verloren hatte, erbte er dank der Intervention seines Onkels, Präsident Renart, das Land Amblimont in der Nähe von Mouzon und den Rang eines Infanteriehauptmanns im Régiment de Champagne, einem Französischen Regiment des Ancien Régime. Er trat diesem Regiment am 20. September 1656 bei.
Am 30. Oktober 1663 trat Fuchsamberg jedoch im Rang eines lieutenant de vaisseau (Leutnant zur See) der französische Marine über.

### Holländischer Krieg
1669 wurde er in Rochefort zum capitaine de vaisseau (Kapitän zur See) befördert. Im selben Jahr nahm er als Aide-de-camp des Lieutenant-général Marquis d'Alméras an der Candia-Expedition teil.
Ab den frühen 1670er Jahren war Fuchsamberg in der Karibik eingesetzt. In dieser Zeit griff Frankreich auf seiten Großbritanniens in den  Dritten Englisch-Niederländischen Krieg ein, der somit zu einem Teilkonflikt des Holländischen Krieges wurde. Am 16. Juli 1674 zeichnete sich Fuchsamberg im Besonderen aus, als er mit seinem Schiff Les Jeux half, den Angriff des niederländischen Seehelden Michiel de Ruyter auf Martinique zurückzuschlagen. De Ruyter war mit 4000 Mann in der Nähe von Fort Royal gelandet und griff den Hafen mit einer Flotte von 40 Schiffen, darunter 17 Linienschiffe an. Doch angesichts des Widerstands von 300 französischen Soldaten, die durch das Feuer von fünf in der Bucht vor Anker liegenden Schiffen, darunter das von Fuchsamberg, unterstützt wurden, waren seine Truppen zum Rückzug gezwungen. Allein das Schiff von Fuchsamberg mit 40 Kanonen soll in der Schlacht 1200 Mann getötet oder verwundet haben. Ludwig XIV. ließ zur Erinnerung an diese Waffenleistung eine Medaille prägen. Im selben Jahr wurde er per Letters Patent zum ersten Marquis von Amblimont ernannt.
1677 war Fuchsamberg auf der L'Alcyon, einem Schiff im Geschwader des Grafen von Estrées auf einer weiteren Einsatzfahrt in der Karibik eingesetzt. So wurde er Zeuge der Einnahme von Tobago von den Holländern am 3. Mai 1677. Im folgenden Jahr versuchte er vergeblich, den Grafen von Estrées davon abzubringen, mit seinem Geschwader auf dem Weg nach Curaçao die Las Aves Inseln zu durchqueren. Fuchsamberg kannte diese Gewässer genau, und wenn Estrées auf ihn gehört hätte, hätte der Untergang der französischen Flotte verhindert werden können
1680 wurde Fuchsamberg zum Kommandeur des Lazarus-Ordens ernannt. 1683 schiffte er sich mit dem berühmten Freibeuter Jean Bart auf der Le Modéré ein und trug zur Kaperung zweier spanischer Schiffe in der Nähe von Cádiz bei. Am 28. Juni 1686 gehörte er auf demselben Schiff zu einem kleinen Geschwader unter dem Kommando von Chef d’escadre Job Forant. Da jedoch inzwischen Frieden geschlossen worden war, musste man die Männer freilassen. Er zeichnete sich erneut in einer Schlacht in der Nähe des Kap Finisterre aus.

### Pfälzischer Erbfolgekrieg
Zu Beginn des Pfälzischen Erbfolgekrieges am 27. Juli 1689 vor der Küste von Texel zeichnete sich Fuchsamberg erneut aus. Als Kommandant der Le Profound und vier Fregatten traf Fuchsamberg 15 Meilen westnordwestlich von Texel auf eine gleich große niederländische Flottille, die Siedler und Truppen für die Garnisonen von Curaçao, Guinea und Surinam transportierte. Die Holländer stellten sich dem Kampf, wurden jedoch vernichtend geschlagen. Das niederländische Flaggschiff, eine Fleute, wurde von der Profond und einer Fregatte gestellt, in Brand geschossen und sank. Nur ein Boot voller Schiffbrüchiger konnte entkommen. Anschließend griff Fuchsamberg eine niederländische Fregatte an, die sich selbst in die Luft sprengte, um sich nicht ergeben zu müssen. Ein weiteres Schiff wurde als Prise genommen und nur einer Galiot gelang die Flucht. Bei der Schlacht wurden 75 Franzosen getötet oder verwundet, die meisten davon auf Le Profond.
Am 10. Juli 1690 nahm er unter dem Befehl von Marschall de Tourville an der Seeschlacht von Beachy Head teil.
Am 29. Mai 1692 nahm er an der Schlacht von La Hougue auf Le Victorieux teil, wofür er im Januar 1693 zum Chef d’escadre des armées navales befördert wurde. Bei der Gründung des Ordens im Jahr 1693 wurde er zum Kommandeur des Königlichen und Militärischen Ordens von Saint-Louis ernannt.

### Gouverneur von Französisch-Westindien
Am 19. September 1696 wurde er zum Generalgouverneur von Französisch-Westindien (französisch: Gouverneur Général, Îles et Terre Ferme de l'Amérique) ernannt, trat sein Amt jedoch erst bei seiner Ankunft auf den Inseln im März 1697 an. Er behielt dieses Amt bis zu seinem Tod. Während seiner Amtszeit musste er sich mehreren Versuchen der Briten entgegenstellen, die Inseln Dominica und St. Lucia zu besetzen. Diese Inseln galten zu dieser Zeit und seit dem Vertrag von Basse-Terre vom 31. März 1660 als neutral und wurden als solche den Kariben überlassen. Dank seiner Interventionen gaben die Briten diese Versuche auf.
Er starb am 17. August 1700 im Alter von 58 Jahren in Fort-Royal auf Martinique an Gelbfieber.

## Privates
Fuchsamberg heiratete im Januar 1688 Catherine Balarin de Parisot. Sein Sohn Claude-Thomas Renart de Fuchsamberg (1712–1772) und sein Enkel Claude-Marguerite Renart de Fuchsamberg (1738–1797) wurden ebenfalls Marineoffiziere.